# Club Atlético San Lorenzo de Almagro (basquetbol)
La secció de basquetbol del San Lorenzo de Almagro forma part del club esportiu Club Atlético San Lorenzo de Almagro de la ciutat de Buenos Aires.

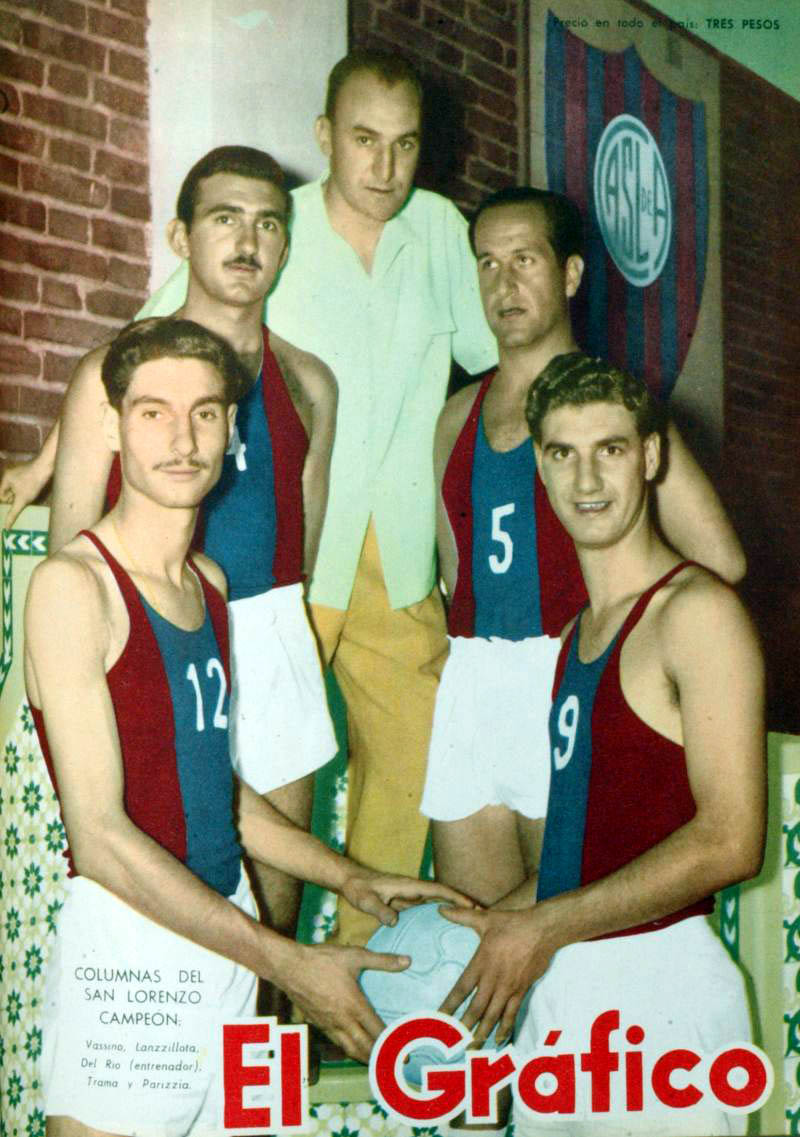
Equip campió el 1956.

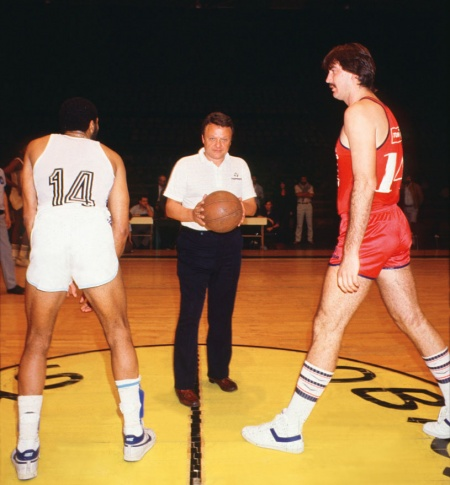
San Lorenzo (de vermell) el 1985.

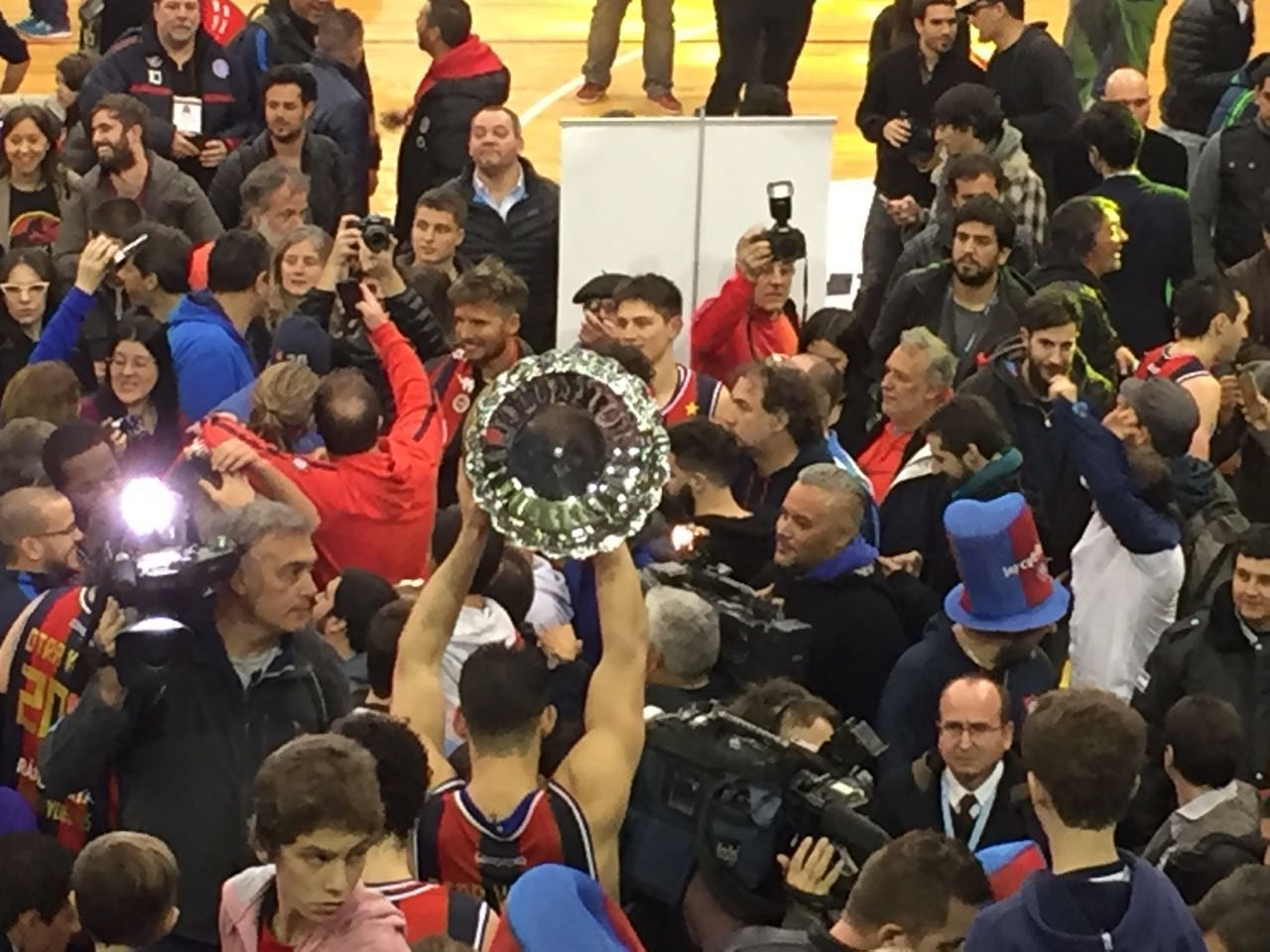
San Lorenzo campió el 2015-16.

## Palmarès
- Campeonato Argentino de Clubes (1): 1958
- Liga Nacional de Básquet (2): 2015-16, 2016-17[3][4]
- Torneo Súper 4 (1): 2016-17
- Asociación de Buenos Aires (12): 1942, 1946, 1949, 1950, 1954, 1956, 1957, 1959, 1960, 1968, 1971, 1973
- Torneo Apertura (11): 1942, 1943, 1946, 1949, 1950, 1951, 1952, 1957, 1958, 1966, 1967
- Torneo Metropolitano (5): 1956, 1967, 1968, 1979, 1971